# نیکول وایدیشووا
 نیکول وایدیشووا (چکی: Nicole Vaidišová؛ زاده ۲۳ آوریل ۱۹۸۹) یک تنیس‌باز اهل جمهوری چک است.